# 木津川台駅
木津川台駅（きづがわだいえき）は、京都府木津川市吐師高樋（はぜたかひ）にある、近畿日本鉄道（近鉄）京都線の駅。駅番号はB22。

## 概要
西側の丘陵上にある木津川台住宅地の開設に伴い、地域住民や関西文化学術研究都市関係者の便益のために設置された。京都線内では一番新しい駅である。また、近鉄で既存線区の途中に開業した駅としては最も新しい駅である。

## 歴史
- 1994年（平成6年）9月21日：京都線の新祝園 - 山田川間に新設開業[1][4]。
- 2007年（平成19年）4月1日：ICカード「PiTaPa」使用開始[5]。
- 2024年（令和6年）1月10日：終日無人駅化[6]。

## 駅構造
相対式ホーム2面2線を持つ地上駅で橋上駅舎を有する。通常は4両編成の普通列車しか停車しないが、6両編成に対応している（1997年に臨時列車として6両編成で運転されていた烏丸線直通の普通列車が当駅に停車していた）。出入口は東西双方にある。改札口は1ヶ所のみ。
新田辺駅管理の無人駅で、PiTaPa・ICOCA対応の自動改札機および自動精算機（回数券カードおよびICカードのチャージに対応）が設置されている。

### のりば
| のりば | 路線     | 方向 | 行先                 |
| ------ | -------- | ---- | -------------------- |
| 1      | B 京都線 | 下り | 天理・橿原神宮前方面 |
| 2      | B 京都線 | 上り | 京都方面             |

## 利用状況
近年における当駅の1日の乗降人員、乗車人員は以下の通り。
| 年度               | 特定日   | 特定日   | 1日平均 乗車人員 | 出典 |
| 年度               | 調査日   | 乗降人員 | 1日平均 乗車人員 | 出典 |
| ------------------ | -------- | -------- | ---------------- | ---- |
| 2003年（平成15年） | 11月11日 | 1,847    |                  |      |
| 2004年（平成16年） | -        | -        |                  |      |
| 2005年（平成17年） | 11月08日 | 2,136    | 1,191            |      |
| 2006年（平成18年） | -        | -        | 1,207            |      |
| 2007年（平成19年） | -        | -        | 1,194            |      |
| 2008年（平成20年） | 11月18日 | 2,279    | 1,206            |      |
| 2009年（平成21年） | -        | -        | 1,170            |      |
| 2010年（平成22年） | 11月09日 | 2,105    | 1,139            |      |
| 2011年（平成23年） | -        | -        | 1,129            |      |
| 2012年（平成24年） | 11月13日 | 2,182    | 1,129            |      |
| 2013年（平成25年） | -        | -        | 1,148            |      |
| 2014年（平成26年） | -        | -        | 1,164            |      |
| 2015年（平成27年） | 11月10日 | 2,381    | 1,217            |      |
| 2016年（平成28年） | -        | -        | 1,227            |      |
| 2017年（平成29年） | -        | -        | 1,201            |      |
| 2018年（平成30年） | 11月13日 | 2,288    | 1,189            |      |
| 2019年（令和元年） | -        | -        | 1,228            |      |
| 2020年（令和02年） | -        | -        | 996              |      |
| 2021年（令和03年） | 11月09日 | 1,854    | 1,039            |      |
| 2022年（令和04年） | 11月08日 | 2,018    | 1,084            |      |
| 2023年（令和05年） | 11月07日 | 1,922    |                  |      |

## 駅周辺
- 近鉄木津川台住宅地
- 近商ストア（ハーベス）
- ファミリーマート木津川台駅前店
- 京都府道22号八幡木津線
- 京都府道326号けいはんな記念公園木津線
- 京都府道801号京都八幡木津自転車道線
- 京都山城福祉会
- 大宮神社
- 京都府立南山城支援学校
- 同志社国際学院初等部・国際部
- 木津川市立木津川台小学校

## 隣の駅
近畿日本鉄道
B 京都線
■急行
通過
■普通
新祝園駅 (B21) - 木津川台駅 (B22) - 山田川駅 (B23)
- 括弧内は駅番号を示す。